# Xenia Cage
Xenia Cage (nacida Xenia Andreyevna Kashevaroff, Juneau, Alaska,15 de agosto de 1913-Nueva York, 26 de septiembre de 1995) fue una escultora surrealista estadounidense.Su obra ha sido descrita como “la vanguardia del surrealismo en escultura” de su época.

## Biografía
Xenia Kashevaroff fue una de las seis hijas de Andrei Petrovich Kashevaroff (1863-1940), un decano eclesiástico de Alaska que también ejerció su ministerio en Jackson, California, y Seattle, antes de regresar a Juneau, y Martha (de soltera Bolshanin). Estudió arte en el Reed College de Portland, Oregón. En su etapa de estudiante en Reed, fue sujeto de muchas de las fotografías de Edward Weston.A lo largo de su matrimonio con el músico y compositor John Cage, de 1935 a 1945, Xenia actuó en su grupo de percusión.

## Carrera
En 1943, Xenia Cage expuso un móvil abstracto en la muestra The Exhibition by 31 Women de Peggy Guggenheim en la galería Art of This Century de Nueva York. Al año siguiente, realizó una exposición individual de sus móviles en la galería Julien Levy de Nueva York. En 1947, otro móvil suyo, llamado Black Trap, formó parte de la Exposición Anual de Pintura y Escultura del Instituto de Arte de Chicago: Abstract and y Surrealist American Art, comisariada por Katharine Kuh. Esta pieza estaba hecha en madera, papel y cuerda. Cage colaboró especialmente con los artistas Joseph Cornell y Marcel Duchamp como encuadernadora (estudió encuadernación con Hazel Dreis)y diseñó una mesa junto con un juego de ajedrez creado por Max Ernst. En la década de 1950, Cage dejó de exponer sus obras y trabajó en el Museo Metropolitano de Arte de Nueva York y en el Museo Whitney de Arte Americano de Manhattan. También trabajó como conservadora en el Museo Cooper-Hewitt de Nueva York a partir desde 1968.

## Vida personal
En 1935, se casó con John Cage. La pareja se divorció diez años más tarde cuando John estableció una relación de pareja con Merce Cunningham.
A su muerte en 1995, "no era una artista olvidada, sino trágicamente, desconocida", y no se conoce si ha  sobrevivido alguna de sus obras. Su amiga y antigua colaboradora musical Jean Erdman pagó su funeral. Su tumba se encuentra en la parcela familiar en el cementerio Evergreen en Juneau.